# Fremont (Californië)
Fremont is een stad in Alameda County in de Amerikaanse staat Californië en telt 203.413 inwoners. Het is hiermee de 85e stad in de Verenigde Staten (2000). De oppervlakte bedraagt 198,6 km², waarmee het de 93e stad is. Het ligt in Alameda County. Het grondgebied omsluit dat van de plaats Newark.

## Demografie
Van de bevolking is 8,3 % ouder dan 65 jaar en bestaat voor 16,5 % uit eenpersoonshuishoudens. De werkloosheid bedraagt 2 % (cijfers volkstelling 2000).
Ongeveer 13,5 % van de bevolking van Fremont bestaat uit hispanics en latino's, 3,1 % is van Afrikaanse oorsprong en 37 % van Aziatische oorsprong.
Het aantal inwoners steeg van 173.359 in 1990 naar 203.413 in 2000.

## Klimaat
In januari is de gemiddelde temperatuur 9,4 °C, in juli is dat 19,3 °C. Jaarlijks valt er gemiddeld 348,7 mm neerslag (gegevens op basis van de meetperiode 1961-1990).

## Plaatsen in de nabije omgeving
De onderstaande figuur toont nabijgelegen plaatsen in een straal van 16 km rond Fremont.

## Geboren
- Karen Chen (1999), kunstschaatsster